# Frank Brodehl
Frank Andreas Brodehl (* 30. August 1971 in Troisdorf-Sieglar) ist ein ehemaliger deutscher Politiker (parteilos, vorher LKR, AfD). Er war von 2017 bis 2022 Mitglied des Landtages von Schleswig-Holstein.

## Ausbildung und Beruf
Nach dem Abitur 1992 leistete Frank Brodehl von 1992 bis 1993 Zivildienst. Von 1993 bis 1999 arbeitete er als Nachtwächter und absolvierte dabei ein berufsbegleitendes Studium der Sonderpädagogik (Schwerhörigenpädagogik, Erziehungsschwierigenpädagogik, Geschichte) an der Universität zu Köln mit anschließendem Referendariat. Seit 1999 arbeitet er als Sonderschullehrer an Förderschulen und in der Integrativen Beschulung. Von 2010 bis 2013 promovierte er berufsbegleitend an der Universität Oldenburg. Zwischen 2013 und 2016 war er Lehrbeauftragter an verschiedenen Universitäten.
Er ist Autor eines Buches über „Taubstummenpädagogik“ im Dritten Reich.

## Parteien
Frank Brodehl trat im Sommer 2013 in die AfD ein. Ab 2015 war er bis 2020 Sprecher des AfD-Kreisverbands Ostholstein und bis 2017 Beisitzer im Landesvorstand. Bei der Landtagswahl in Schleswig-Holstein 2017 war er Direktkandidat für den Wahlkreis Ostholstein-Nord und zog über Platz vier der Landesliste als Abgeordneter in den Landtag ein.
Brodehl war Mitglied im Bildungs- und Sozialausschuss. Am 25. September 2020 verkündete Brodehl im Landtag überraschend seinen Austritt aus der AfD und der AfD-Fraktion. Damit verlor die AfD ihren Fraktionsstatus. Im Januar 2021 trat Brodehl der Partei Liberal-Konservative Reformer bei, die er ein Jahr später wieder verließ. Nach der Landtagswahl 2022 schied er aus dem Landtag aus.

## Privates
Frank Brodehl ist seit 1994 verheiratet und Vater dreier Söhne. Er ist evangelisch-freikirchlicher Konfession.

## Publikationen
- Widerstand, Anpassung, Pflichterfüllung? Zur Konfrontation der Taubstummenpädagogik mit dem Gesetz zur Verhütung erbkranken Nachwuchses vom 14. Juli 1933, Sonderpädagogik in Forschung und Praxis, Band 36, Hamburg 2014, ISBN 978-3-8300-7565-3.